# Юнацька збірна Китаю з футболу (U-17)
Юнацька збірна Китаю з футболу (U-17) — національна футбольна збірна Китаю, що складається із гравців віком до 17 років. Керівництво командою здійснює Китайська футбольна асоціація.
Головним континентальним турніром для команди є Юнацький кубок Азії, який з 2008 року розігрується серед команд з віковим обмеженням до 16 років, і успішний виступ на якому дозволяє отримати путівку на Чемпіонат світу (U-17). Також може брати участь у товариських і регіональних змаганнях.
Протягом 1980-х років брала участь у відбіркових турнірах на світову першість у форматі U-16.

## Виступи на міжнародних турнірах

### Чемпіонат світу (U-17)
| Статистика чемпіонатів світу (U-17) | Статистика чемпіонатів світу (U-17) | Статистика чемпіонатів світу (U-17) | Статистика чемпіонатів світу (U-17) | Статистика чемпіонатів світу (U-17) | Статистика чемпіонатів світу (U-17) | Статистика чемпіонатів світу (U-17) | Статистика чемпіонатів світу (U-17) | Статистика чемпіонатів світу (U-17) |                    |
| Рік                                 | Результат                           | Місце                               | P                                   | В                                   | Н                                   | П                                   | F                                   | A                                   |                    |
| ----------------------------------- | ----------------------------------- | ----------------------------------- | ----------------------------------- | ----------------------------------- | ----------------------------------- | ----------------------------------- | ----------------------------------- | ----------------------------------- | ------------------ |
| 1985                                | чвертьфінали                        | 8-е                                 | 4                                   | 2                                   | 1                                   | 1                                   | 8                                   | 7                                   |                    |
| 1987                                | не кваліфікувалася                  | не кваліфікувалася                  | не кваліфікувалася                  | не кваліфікувалася                  | не кваліфікувалася                  | не кваліфікувалася                  | не кваліфікувалася                  | не кваліфікувалася                  |                    |
| 1989                                | груповий етап                       | 12-е                                | 3                                   | 1                                   | 1                                   | 1                                   | 1                                   | 3                                   |                    |
| 1991                                | груповий етап                       | 14-е                                | 3                                   | 0                                   | 1                                   | 2                                   | 4                                   | 7                                   |                    |
| 1993                                | груповий етап                       | 14-е                                | 3                                   | 0                                   | 1                                   | 2                                   | 2                                   | 5                                   |                    |
| 1995                                | не кваліфікувалася                  | не кваліфікувалася                  | не кваліфікувалася                  | не кваліфікувалася                  | не кваліфікувалася                  | не кваліфікувалася                  | не кваліфікувалася                  | не кваліфікувалася                  | не кваліфікувалася |
| 1997                                | не кваліфікувалася                  | не кваліфікувалася                  | не кваліфікувалася                  | не кваліфікувалася                  | не кваліфікувалася                  | не кваліфікувалася                  | не кваліфікувалася                  | не кваліфікувалася                  | не кваліфікувалася |
| 1999                                | не кваліфікувалася                  | не кваліфікувалася                  | не кваліфікувалася                  | не кваліфікувалася                  | не кваліфікувалася                  | не кваліфікувалася                  | не кваліфікувалася                  | не кваліфікувалася                  | не кваліфікувалася |
| 2001                                | не кваліфікувалася                  | не кваліфікувалася                  | не кваліфікувалася                  | не кваліфікувалася                  | не кваліфікувалася                  | не кваліфікувалася                  | не кваліфікувалася                  | не кваліфікувалася                  | не кваліфікувалася |
| 2003                                | груповий етап                       | 14-е                                | 3                                   | 0                                   | 1                                   | 2                                   | 5                                   | 7                                   |                    |
| 2005                                | чвертьфінали                        | 7-е                                 | 4                                   | 1                                   | 2                                   | 1                                   | 4                                   | 7                                   |                    |
| 2007                                | не кваліфікувалася                  | не кваліфікувалася                  | не кваліфікувалася                  | не кваліфікувалася                  | не кваліфікувалася                  | не кваліфікувалася                  | не кваліфікувалася                  | не кваліфікувалася                  | не кваліфікувалася |
| 2009                                | не кваліфікувалася                  | не кваліфікувалася                  | не кваліфікувалася                  | не кваліфікувалася                  | не кваліфікувалася                  | не кваліфікувалася                  | не кваліфікувалася                  | не кваліфікувалася                  | не кваліфікувалася |
| 2011                                | не кваліфікувалася                  | не кваліфікувалася                  | не кваліфікувалася                  | не кваліфікувалася                  | не кваліфікувалася                  | не кваліфікувалася                  | не кваліфікувалася                  | не кваліфікувалася                  | не кваліфікувалася |
| 2013                                | не кваліфікувалася                  | не кваліфікувалася                  | не кваліфікувалася                  | не кваліфікувалася                  | не кваліфікувалася                  | не кваліфікувалася                  | не кваліфікувалася                  | не кваліфікувалася                  | не кваліфікувалася |
| 2015                                | не кваліфікувалася                  | не кваліфікувалася                  | не кваліфікувалася                  | не кваліфікувалася                  | не кваліфікувалася                  | не кваліфікувалася                  | не кваліфікувалася                  | не кваліфікувалася                  | не кваліфікувалася |
| 2017                                | не кваліфікувалася                  | не кваліфікувалася                  | не кваліфікувалася                  | не кваліфікувалася                  | не кваліфікувалася                  | не кваліфікувалася                  | не кваліфікувалася                  | не кваліфікувалася                  | не кваліфікувалася |
| 2019                                | не кваліфікувалася                  | не кваліфікувалася                  | не кваліфікувалася                  | не кваліфікувалася                  | не кваліфікувалася                  | не кваліфікувалася                  | не кваліфікувалася                  | не кваліфікувалася                  | не кваліфікувалася |
| 2021                                | не визначено                        | не визначено                        | не визначено                        | не визначено                        | не визначено                        | не визначено                        | не визначено                        | не визначено                        |                    |
| Усього                              | чвертьфінали                        | 6/19                                | 20                                  | 4                                   | 7                                   | 9                                   | 24                                  | 36                                  |                    |

### Юнацький кубок Азії з футболу
| Юнацький кубок Азії | Юнацький кубок Азії | Юнацький кубок Азії | Юнацький кубок Азії | Юнацький кубок Азії | Юнацький кубок Азії | Юнацький кубок Азії | Юнацький кубок Азії | Юнацький кубок Азії |
| Рік                 | Результат           | Місце               | І                   | В                   | Н                   | П                   | Г+                  | Г-                  |
| ------------------- | ------------------- | ------------------- | ------------------- | ------------------- | ------------------- | ------------------- | ------------------- | ------------------- |
| 1985                | груповий етап       | 7-е                 | 3                   | 0                   | 2                   | 1                   | 2                   | 3                   |
| 1986                | не кваліфікувалася  | не кваліфікувалася  | не кваліфікувалася  | не кваліфікувалася  | не кваліфікувалася  | не кваліфікувалася  | не кваліфікувалася  | не кваліфікувалася  |
| 1988                | третє місце         | 3-є                 | 6                   | 2                   | 4                   | 0                   | 7                   | 4                   |
| 1990                | третє місце         | 3-є                 | 5                   | 3                   | 1                   | 1                   | 11                  | 2                   |
| 1992                | переможець          | 1-е                 | 5                   | 3                   | 2                   | 0                   | 9                   | 4                   |
| 1994                | груповий етап       | 5-е                 | 4                   | 2                   | 0                   | 2                   | 14                  | 5                   |
| 1996                | груповий етап       | 6-е                 | 4                   | 1                   | 1                   | 2                   | 5                   | 10                  |
| 1998                | не кваліфікувалася  | не кваліфікувалася  | не кваліфікувалася  | не кваліфікувалася  | не кваліфікувалася  | не кваліфікувалася  | не кваліфікувалася  | не кваліфікувалася  |
| 2000                | груповий етап       | 5-е                 | 4                   | 2                   | 0                   | 2                   | 13                  | 12                  |
| 2002                | третє місце         | 3-є                 | 6                   | 5                   | 0                   | 1                   | 13                  | 4                   |
| 2004                | переможець          | 1-е                 | 6                   | 5                   | 0                   | 1                   | 10                  | 5                   |
| 2006                | чвертьфінали        | 5-е                 | 4                   | 2                   | 1                   | 1                   | 10                  | 5                   |
| 2008                | груповий етап       | 9-е                 | 3                   | 1                   | 1                   | 1                   | 4                   | 4                   |
| 2010                | груповий етап       | 12-е                | 3                   | 0                   | 1                   | 2                   | 1                   | 4                   |
| 2012                | груповий етап       | 9-е                 | 3                   | 0                   | 3                   | 0                   | 4                   | 4                   |
| 2014                | груповий етап       | 11-е                | 3                   | 1                   | 0                   | 2                   | 2                   | 6                   |
| 2016                | не кваліфікувалася  | не кваліфікувалася  | не кваліфікувалася  | не кваліфікувалася  | не кваліфікувалася  | не кваліфікувалася  | не кваліфікувалася  | не кваліфікувалася  |
| 2018                | не кваліфікувалася  | не кваліфікувалася  | не кваліфікувалася  | не кваліфікувалася  | не кваліфікувалася  | не кваліфікувалася  | не кваліфікувалася  | не кваліфікувалася  |
| 2020                | кваліфікувалася     | кваліфікувалася     | кваліфікувалася     | кваліфікувалася     | кваліфікувалася     | кваліфікувалася     | кваліфікувалася     | кваліфікувалася     |
| Усього              | 2 перемоги          | 15/19               | 59                  | 27                  | 16                  | 16                  | 104                 | 71                  |